# 라몬 류이

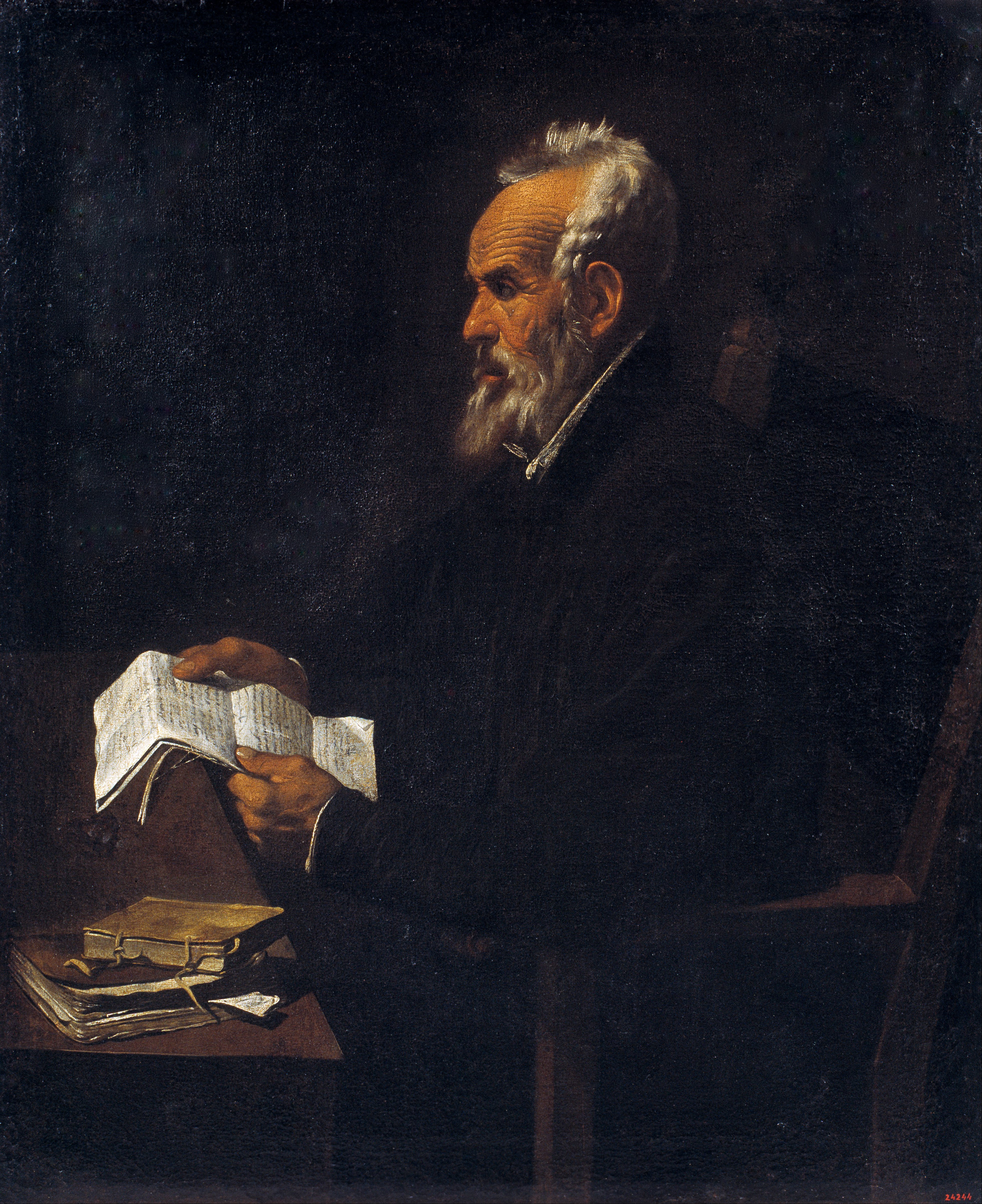

라몬 류이(Ramon Llull, 1232년 경 ~ 1315/16년)는 마요르카 왕국의 철학자, 신학자, 시인, 선교사, 기독교 변론자이다.
술(術, Art)이라는 철학 체계를 발명했다. 이 체계는 일련의 원리들과 조합적 운용의 집합으로 구성된다.
작가로서 카탈루냐어로 문학 작품들을 쓴 것으로 알려져 있다. 카탈루냐어와 라틴어 외에도 그는 아랍어로도 글을 썼을 것으로 추정된다.(그러나 아랍어 문건이 생존해 있지는 않음) 그의 책들은 그가 생존하던 시기에 오크어, 프랑스어, 카탈루냐어로 번역되었다.
초기 현대 시기에 '류이'라는 이름은 연금술과 관련되게 되었다. 류이는 계산 이론의 개념을 제시한 계산 이론의 선구자이다.

## 같이 보기
- 변증학